# Campo de concentração de Kaechon
O campo de concentração de Kaechon (também grafado como Kaech'ŏn ou Gaecheon) é uma prisão na Coreia do Norte com uma quantidade alta de prisioneiros políticos. Seu nome oficial é Kyo-hwa-so (campo de reeducação) N.º 1. Este campo é geralmente confundido com o campo de internamento de Kaechon (Kwan-li-so N.º 14), que se localiza 20 quilômetros á sudeste.

## Localização
O campo está localizado na cidade de Kaechon, na província de Pyongan Sul na Coreia do Norte. Está situado nos arredores da cidade de Kaechon, a cerca de 2,5 quilômetros a leste do centro da cidade, atrás de uma pequena colina.

## Descrição
O campo de concentração de Kaechon é um grande complexo prisional, com cerca de 300 metros de comprimento e 300 metros de largura, cercado por um muro de 4 metros de altura com arame farpado na parte superior. Os prisioneiros, cerca de 4000 homens e 2000 mulheres (1992), são presos políticos misturados com criminosos comuns. Teoricamente, os prisioneiros devem ser libertados após a reeducação através do trabalho e cumprindo sua sentença. Mas como as sentenças de prisão são muito longas e as condições são extremamente severas, muitos não sobrevivem às sentenças de prisão. Ji Hae-nam estima que, durante sua sentença de dois anos, cerca de 20% dos prisioneiros morreram.

## Propósito
O principal objetivo do campo de Kaechon é punir as pessoas por crimes menos graves, considerando que crimes políticos (por exemplo, críticas ao governo) são considerados uma ofensa grave. Os prisoneiros também são usados como trabalhadores escravos, que precisam cumprir altas cotas de produção em condições muito difíceis. Para esse fim, há uma fábrica de calçados, uma fábrica de couro e borracha, uma fábrica de roupas e outras fábricas no campo.

## Direitos humanos
A situação dos direitos humanos no campo é descrita em detalhes por Lee Soon-ok em seu depoimento à Comissão do Senado dos Estados Unidos sobre o Judiciário. Ela explica como os prisioneiros não têm direitos e como são tratados à mercê dos guardas.

### Trabalho forçado
Os prisioneiros são forçados a trabalhar por cerca de 18 horas por dia nas fábricas do campo. Se alguém não trabalha rápido o suficiente, é espancado. Às vezes os prisioneiros dormem em seus locais de trabalho para cumprir a cota de produção. Tudo isso envolve frequentes acidentes de trabalho e muitos prisioneiros ficam aleijados pelo trabalho ou pela tortura.

### Saúde e saneamento
Os prisioneiros são forçados a dormir em salas com 30 metros quadrados com 80 a 90 pessoas, as salas são infestadas de pulgas. Ocasionalmente, os prisioneiros só podem usar o banheiro (um para cerca de 300 pessoas) e só podem tomar banho depois de vários meses. Doenças como o paratifo são comuns, resultantes da má nutrição.

### Desnutrição
As rações alimentares são 100 gramas de milho quebrado três vezes ao dia e uma sopa de sal. Em caso de violação das regras, as rações alimentares são reduzidas. Lee Soon-ok relatou que os prisioneiros até matavam ratos e os comiam crus para sobreviver.

### Tortura
Existem 78 celas de punição no campo, cada uma com 1 metro de largura e 1,1 metro de altura, onde os prisioneiros são presos por vários dias. Depois de presos nas mesmas, muitos deles são incapazes de andar e alguns até morrem. Os presos são frequentemente espancados, chutados ou açoitados. Lee Soon-ok foi torturada sendo forçada a beber uma grande quantidade de água até desmaiar (tortura da água [en]) e quase morrer. Durante sua sentença, ela testemunhou muitos tipos de tortura.

### Infanticídios
As mulheres grávidas são forçadas a abortar com injeções. Lee Soon-ok testemunhou bebês nascidos vivos sendo mortos diretamente após o nascimento.

## Execuções
Como em todos os campos de prisões, as execuções públicas são comuns e geralmente são feitas na frente de todos os prisioneiros.

## Prisioneiros (testemunhas)
- Lee Soon-ok (1987–1992 em Kaechon) foi presa por suposta apropriação indébita da propriedade do Estado, quando ela se recusou a colocar material de lado para seu superior. Ela foi condenada a 13 anos em um campo de prisioneiros, mas foi libertada mais cedo sob uma anistia surpresa.[4]
- Ji Hae-nam (1993–1995 em Kaechon) foi presa por perturbação da ordem socialista, enquanto cantava uma música pop sul-coreana. Ji foi oi denunciada por um vizinho. Ela foi condenada a 3 anos em um campo de prisioneiros, mas libertada após 2 anos e 2 meses.